# Естрі (Кальвадос)
Естрі́ (фр. Estry) — колишній муніципалітет у Франції, у регіоні Нормандія, департамент Кальвадос. Населення — 355 осіб (2011).
Муніципалітет був розташований на відстані близько 230 км на захід від Парижа, 45 км на південний захід від Кана.

## Історія
До 2015 року муніципалітет перебував у складі регіону Нижня Нормандія. Від 1 січня 2016 року належав до нового об'єднаного регіону Нормандія.
1 січня 2016 року Естрі, Берньєр-ле-Патрі, Бюрсі, Шендолле, Ле-Дезер, Моншам, П'єрр, Прель, Ла-Рок, Рюллі, Сен-Шарль-де-Персі, Ле-Тей-Бокаж, Вассі i В'єссуа було об'єднано в новий муніципалітет Вальдальєр.

## Демографія
Динаміка населення (INSEE ):
Розподіл населення за віком та статтю (2006):
| Стать | Всього | До 15 років | 15-24 | 25-44 | 45-64 | 65-85 | Понад 85 |
| --- | ------ | ----------- | ----- | ----- | ----- | ----- | -------- |
| Чоловіки | 164    | 40          | 8     | 48    | 48    | 20    | 0        |
| Жінки | 180    | 36          | 20    | 52    | 32    | 40    | 0        |
| \| Статево-вікова піраміда \| Статево-вікова піраміда \| Статево-вікова піраміда \| \| ----------------------- \| ----------------------- \| ----------------------- \| \| Чоловіки \| Вік \| Жінки \| \| 0 \| 85 + \| 0 \| \| 4 \| 80-84 \| 8 \| \| 4 \| 75-79 \| 12 \| \| 8 \| 70-74 \| 8 \| \| 4 \| 65-69 \| 12 \| \| 4 \| 60-64 \| 12 \| \| 8 \| 55-59 \| 0 \| \| 24 \| 50-54 \| 4 \| \| 12 \| 45-49 \| 16 \| \| 12 \| 40-44 \| 12 \| \| 16 \| 35-39 \| 16 \| \| 8 \| 30-34 \| 16 \| \| 12 \| 25-29 \| 8 \| \| 0 \| 20-24 \| 12 \| \| 8 \| 15-20 \| 8 \| \| 12 \| 10-14 \| 24 \| \| 20 \| 5-9 \| 8 \| \| 8 \| 0-4 \| 4 \| |        |             |       |       |       |       |          |
| Статево-вікова піраміда |        |             |       |       |       |       |          |
| Чоловіки | Вік    | Жінки       |       |       |       |       |          |
| 0 | 85 +   | 0           |       |       |       |       |          |
| 4 | 80-84  | 8           |       |       |       |       |          |
| 4 | 75-79  | 12          |       |       |       |       |          |
| 8 | 70-74  | 8           |       |       |       |       |          |
| 4 | 65-69  | 12          |       |       |       |       |          |
| 4 | 60-64  | 12          |       |       |       |       |          |
| 8 | 55-59  | 0           |       |       |       |       |          |
| 24 | 50-54  | 4           |       |       |       |       |          |
| 12 | 45-49  | 16          |       |       |       |       |          |
| 12 | 40-44  | 12          |       |       |       |       |          |
| 16 | 35-39  | 16          |       |       |       |       |          |
| 8 | 30-34  | 16          |       |       |       |       |          |
| 12 | 25-29  | 8           |       |       |       |       |          |
| 0 | 20-24  | 12          |       |       |       |       |          |
| 8 | 15-20  | 8           |       |       |       |       |          |
| 12 | 10-14  | 24          |       |       |       |       |          |
| 20 | 5-9    | 8           |       |       |       |       |          |
| 8 | 0-4    | 4           |       |       |       |       |          |

## Економіка
2010 року серед 217 осіб працездатного віку (15—64 років) 151 була активною, 66 — неактивними (показник активності 69,6%, у 1999 році було 75,0%). З 151 активної мешканців працювала 131 особа (80 чоловіків та 51 жінка), безробітними було 20 (8 чоловіків та 12 жінок). Серед 66 неактивних 17 осіб було учнями чи студентами, 30 — пенсіонерами, 19 були неактивними з інших причин.

У 2010 році в муніципалітеті числилось 151 оподатковане домогосподарство, у яких проживали 360,5 особи, медіана доходів виносила 14 539 євро на одного особоспоживача